# Boubacar Traoré (Fußballspieler, 2001)
Boubacar Traoré (* 20. August 2001 in Bamako) ist ein malischer Fußballspieler.

## Spielerkarriere

### Verein
Im Sommer 2019 wechselte Traoré aus seiner malischen Heimat nach Frankreich zum FC Metz. Als Jugendspieler gehörte er auch dem Profikader an. Am 9. Mai 2021 debütierte er am 36. Spieltag bei der 0:3-Heimniederlage gegen Olympique Nîmes in der Ligue 1, als er in der 66. Spielminute  für Kévin N’Doram eingewechselt wurde.
Traoré wurde am 1. September 2022 bis zum Ende der Saison 2022/23 mit anschließender Kaufoption an die Wolverhampton Wanderers verliehen. Sein erstes Spiel in der Premier League bestritt er am 17. September 2022 beim 0:3 gegen Manchester City. Am 1. Februar 2023 gaben die Wanderers bekannt, dass Traoré durch eine ausgelöste Klausel im Leihvertrag zur Saison 2023/24 für vier Jahre mit der Option für ein weiteres Jahr fest verpflichtet würde.

### Nationalmannschaft
Sein erstes Länderspiel für die malische A-Nationalmannschaft bestritt Traoré am 16. November 2022 beim 1:1 im Freundschaftsspiel gegen Algerien.
Er nahm mit der malischen U-23-Nationalmannschaft an der afrikanischen U-23-Nationenmeisterschaft 2023 teil, die gleichzeitig das afrikanische Qualifikationsturnier für die Olympischen Spiele 2024 in Paris war. Mit dem dritten Platz qualifizierte sich Mali für das olympische Fußballturnier 2024.
Anlässlich des Afrika-Cups 2024 wurde Traoré in den malischen Kader berufen.

## Erfolge
- U-23-Afrika-Cup: Dritter Platz 2023